# The Prettiest Star
The Prettiest Star is een nummer van de Britse muzikant David Bowie, uitgebracht als single in 1970.
In januari 1970 nam Bowie een van zijn oudere nummers uit zijn Deram-periode op, "London Bye Ta-Ta", oorspronkelijk bedoeld als opvolger voor de single "Space Oddity". Tijdens deze opnamesessies ontstond er een nieuw nummer genaamd "The Prettiest Star", wat Bowie had geschreven voor zijn vriendin Angela Barnett. Volgens verhalen speelde hij dit nummer over de telefoon als onderdeel van zijn aanzoek. Het nummer is geschreven in een Griekse dansstijl genaamd hassapikos, als eerbetoon aan Angela's Cypriotische oorsprong. Ook koos hij het als zijn volgende single, wat zijn manager Kenneth Pitt niet leuk vond, aangezien hij "London Bye Ta-Ta" liever als single had gezien.
Marc Bolan speelt gitaar op het nummer. Ondanks dat het goede kritieken ontving, verkocht de single naar verluidt slechts achthonderd kopieën, een grote teleurstelling na het succes van "Space Oddity". Een meer door glamrock beïnvloede versie belandde op het album Aladdin Sane uit 1973, waarbij Mick Ronson het originele gitaardeel van Bolan bijna noot voor noot naspeelt.

## Tracklijst
- Beide nummers geschreven door David Bowie.

1. "The Prettiest Star" - 3:09
2. "Conversation Piece" - 3:05

## Muzikanten
Singleversie uit 1970
- David Bowie: zang, akoestische gitaar
- Marc Bolan: elektrische gitaar op "The Prettiest Star"
- Tony Visconti: basgitaar, snaararrangement
- John Cambridge: drums
- Derek Austin: hammondorgel

Aladdin Sane-versie uit 1973
- David Bowie: zang, akoestische gitaar
- Warren Peace: achtergrondzang, handgeklap
- Mick Ronson: elektrische gitaar, achtergrondzang
- Trevor Bolder: basgitaar
- David Sanborn: tenorsaxofoon
- Mike Garson: piano
- Mick "Woody" Woodmansey: drums